# 細齒短平口鯰
細齒短平口鯰（Brachyplatystoma capapretum），大型鯰魚之一，為輻鰭魚綱鯰形目長鬚鯰科的其中一種，本魚體延長，吻部扁平如鴨嘴，體色延側線分為2種顏色，上半部為銀灰色並有不規則的黑色斑點散布，下半部為亮白色，成魚黑色斑點會逐漸消失，具有細長的觸鬚，尾鰭深叉形，牙齒構造特殊，外排為緊密的細牙，內排為稀疏獨立的尖牙，最長可達1.01米，但由於成長環境不同，偶爾也會出現只有60公分左右的小型魚種，味道十分鮮美，因而被大量捕獲作為食用，現在個體數量已大幅銳減。分布於南美洲巴西、秘魯的亞馬遜河流域，沙泥底質的溪流，生活習性不明，可做為食用魚及觀賞魚，在水族界俗名為沙東鴨嘴。